# Меоре-Обча
Меоре-Обча (груз. მეორე ობჩა) — село в Грузии, в муниципалитете Багдати в крае Имеретия.

## География
Меоре-Обча расположена в северных предгорьях водораздела рек Квирила и Сакраула, на берегу реки Лухута (левый приток реки Квирила). Высота над уровнем моря — 220 метров. Находится в 9 километрах от Багдати.

## Население
По данным на 2014 год в селе проживало 821 человек.

### Демография
| Год переписи | Населения | Мужчины | Женщины |
| ------------ | --------- | ------- | ------- |
| 2002         | 1419      | 668     | 751     |
| 2014         | 821       | 393     | 428     |